# Dragan Đokanović

Dragan Đokanović (Servisch: Драган Ђокановић) (Sarajevo, 20 april 1958) is een Bosnisch-Servisch politicus en was een minister in de regering van de Servische Republiek (1993 – 1994.).
Đokanović is de president van de democratische partij Demokratska stranka federalista (D.S.F.). Hij studeerde medicijnen aan de universiteit van Sarajevo, specialiseerde zich in pediatrie, en werkte in de pediatrische kliniek van het Koševo-ziekenhuis te Sarajevo.

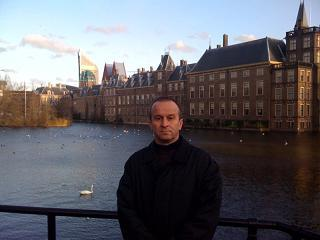
Dragan Đokanović in Den Haag

Dragan Đokanović was gedurende de oorlog minister in de regering van Republika Srpska en is in Den Haag geweest om getuigenis af te leggen, over de periode dat hij minister was, voor het Internationaal Tribunaal voor het Voormalig Joegoslavië, ten overstaan van de rechters van het Tribunaal in de zaak Krajišnik en in de zaak Stanišić & Župljanin.